# Cubertería

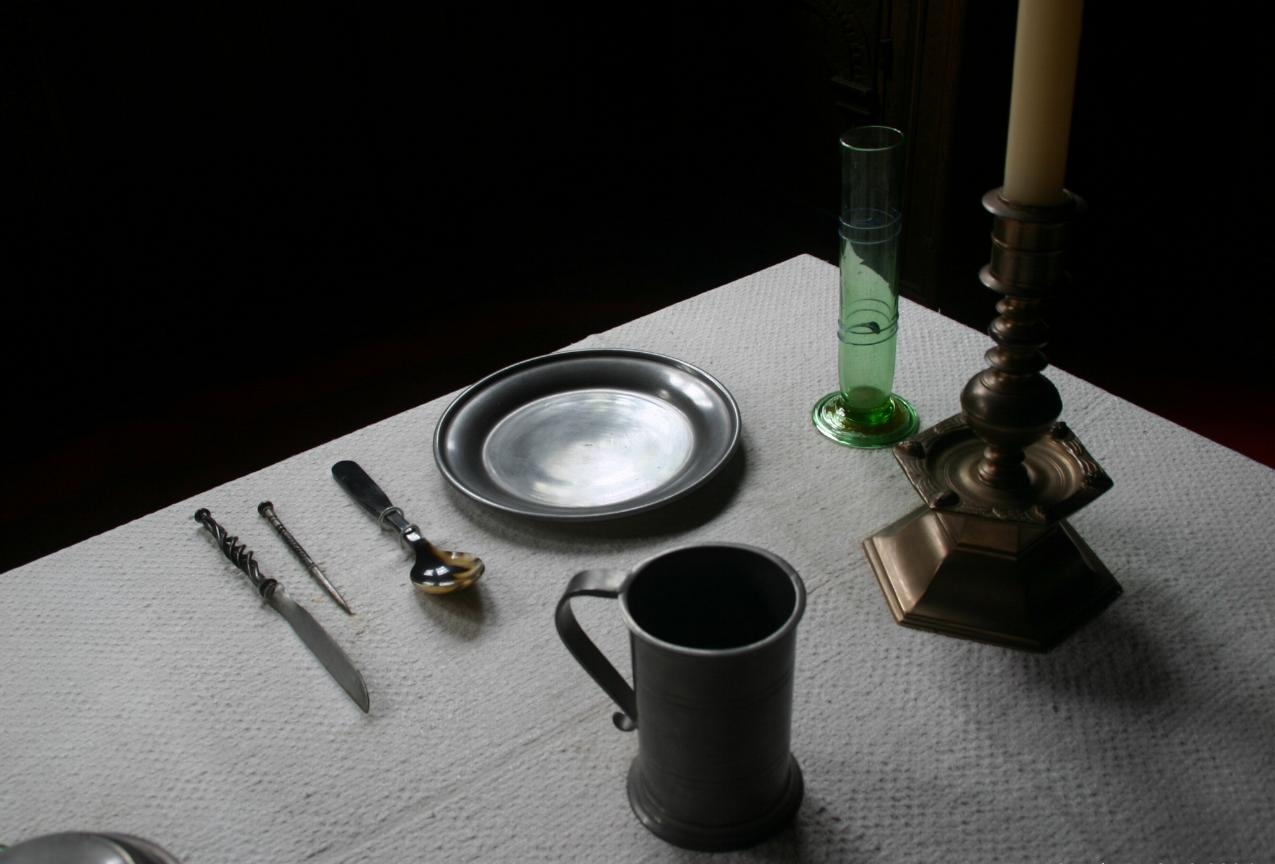
Reconstrucción de la disposición de una cubertería del sobre una mesa (Den Gamle By, Århus).

Cubertería (también cubiertería) se refiere al conjunto de los cubiertos, cualquiera de los instrumentos empleados de forma manual para comer, cortar, preparar y especialmente ingerir alimentos. Los utensilios que componen la cubertería occidental son generalmente los tenedores, las cucharas y los cuchillos. Cada uno de ellos se puede especializar; por ejemplo hay cuchillo de pescado y de carne (generalmente afilado), de pan (dentado), algunas veces de queso o untadores, etc. La cubertería oriental considera también la inclusión de palillos en lugar de tenedores. Los materiales más empleados en la elaboración de la cubertería occidental son el acero inoxidable, la plata (considerado el material por excelencia en la cubertería), la alpaca y el plástico.

## Historia

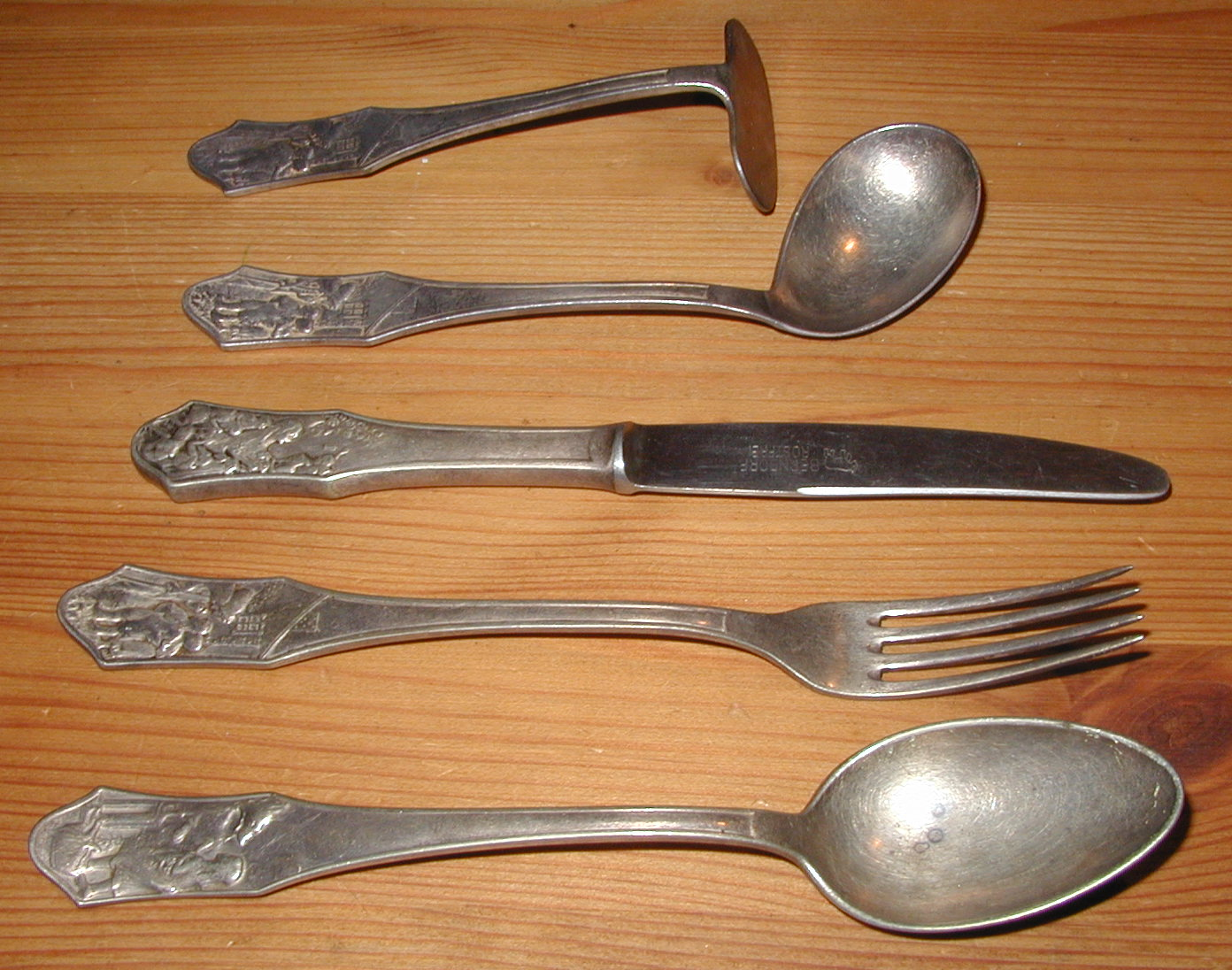
Ejemplos de cubertería.

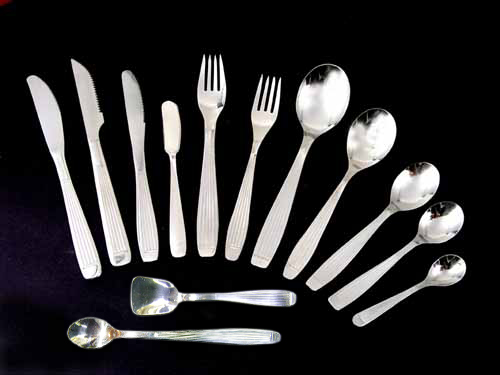
Cubiertos de acero inoxidable.

La cubertería ha ido ganando importancia desde la Edad Media (después de la costumbre de comer con los dedos) donde puede comprobarse que en las ilustraciones de la época que aparece sobre la mesa diferentes instrumentos que ayudan a los comensales tanto a la forma de servirse como a la ingestión de los alimentos. Entre los más difundidos desde el siglo XII está la Casa de Nemanjić grandes artesanos de la cubertería. Hasta el siglo XV se sabe que se "comía a cubierto" haciendo referencia siempre al mantel que se ponía sobre la mesa para mostrar a los comensales que se había tomado toda precaución contra el envenenamiento, cubriéndolos, de aquí el origen de la palabra.
Algunos países occidentales han desarrollado tradicionalmente una industria en torno a la cubertería en general, como es el caso de Inglaterra, donde existe una gran tradición, una de las más conocidas figuras es el Master Cutler que es el director de la Company of Cutlers in Hallamshire establecida desde 1624. Uno de sus roles es el de actuar como embajador de la industria de Sheffield (Centro de la industria de la cubertería del Reino Unido).
Otros países, como puede ser Alemania, han desarrollado una industria basada en la cubertería, algunas de las ciudades especializadas en ello son Solingen, famosa por sus cuchillos. El modernismo en el siglo XX hizo su aparición en la cubertería de la mano de Jean Puiforcat.

## Elementos de la cubertería

### Cuchillos
El cuchillo es una especie de cubierto empleado desde hace mucho tiempo, quizás es el instrumento más primitivo sobre la mesa. El cuchillo se suele acompañar en la mesa con los tenedores, de esta forma por cada cuchillo (sea del tipo que sea) suele haber al menos un tenedor.

#### Variantes
Los cuchillos incluidos en las cuberterías pueden ser:
- Cuchillo de mesa. Suele ser un cuchillo de carácter multiuso que se caracteriza por tener la punta redonda y ligeramente aserrado por un lado (el que se supone más afilado). Suele ser suficiente para la mayoría de los platos como: patatas, ensaladas, verduras, etc.; siempre que no sean muy duros.
- Cuchillo de carne. Suele ser un cuchillo acabado en punta, y generalmente bien afilado, lo suficiente como para poder cortar la carne. El filo de este cuchillo suele ser aserrado y muy agudo.
- Cuchillo de pescado. Es un cuchillo con forma de paleta, sin filo. Que se emplea fundamentalmente para separar las partes del pescado. No necesita de filo, ya que la carne de los pescados suele ser ingerida fácilmente sin necesidad de cortar.
- Cuchillo de pan. Suele ser un cuchillo con filo aserrado capaz de poder cortar el pan crudo sin que se rompa. Puede tener diferentes tamaños y la punta puede ser roma o en punta.
- Cuchillo de postre. Suelen tener forma similar a los de mesa normales y ser de tamaño más pequeño. [3]
- Cuchillo de queso. Dependiendo de la textura del queso, suele tener agujeros en la hoja, para que se pueda cortar queso sin que se queden pegados los restos. El filo de este cuchillo es ligeramente aserrado. La punta de este cuchillo suele ser curvada para que pueda recogerse el queso cortado.
- Cuchillo de untar. Generalmente llamado espátula para manteca o cuchillo de mantequilla, ya que desde el punto de vista de la cubertería se considera más una forma de paleta con poco o sin filo, que se suele emplear para distribuir alimentos de textura blanda sobre otros panes en la operación denominada untar.

### Cucharas
Ya en la época del imperio romano existía el empleo de dos tipos de cucharas: la grande lígula y la pequeña cochlea elaboradas de metal o madera. En la actualidad existen diferentes formas de cucharas, todas ellas difieren principalmente en el tamaño, aunque dependiendo del uso que se haga pueden tener un mango más o menos largo, por ejemplo las cucharas de comer sopa tienen un mango de longitud normal (generalmente unos 20 cm), o un mango cada vez más fino (este tipo de cucharas fueron diseñadas por la familia Nemanjic). El uso principal de las cucharas suele ser el de captar líquidos más o menos viscosos, bien sea en forma de sopas o de salsas, aunque su misión de remover queda patente en las cuchara de café o de té. Las cucharas de los países asiáticos tienen formas diferentes y suelen estar elaboradas de cerámica.

#### Variantes
- Cuchara de sopa - (China) cuchara especial por su concavidad diseñada para contener sopa.
- Cuchara de café - (Imperio Británico) empleada para remover el café
- Cuchara de té - (Imperio Español) empleada para remover el té
- Cuchara de postre - (Imperio Británico)cuchara empleada para tomar ciertos postres: tarta, helado, fruta, etc.
- Cuchara de salsas - cuchara para servir la salsa
- Cuchara de azucarero - (Imperio Británico) cuchara para dosificar el azúcar

### Tenedores

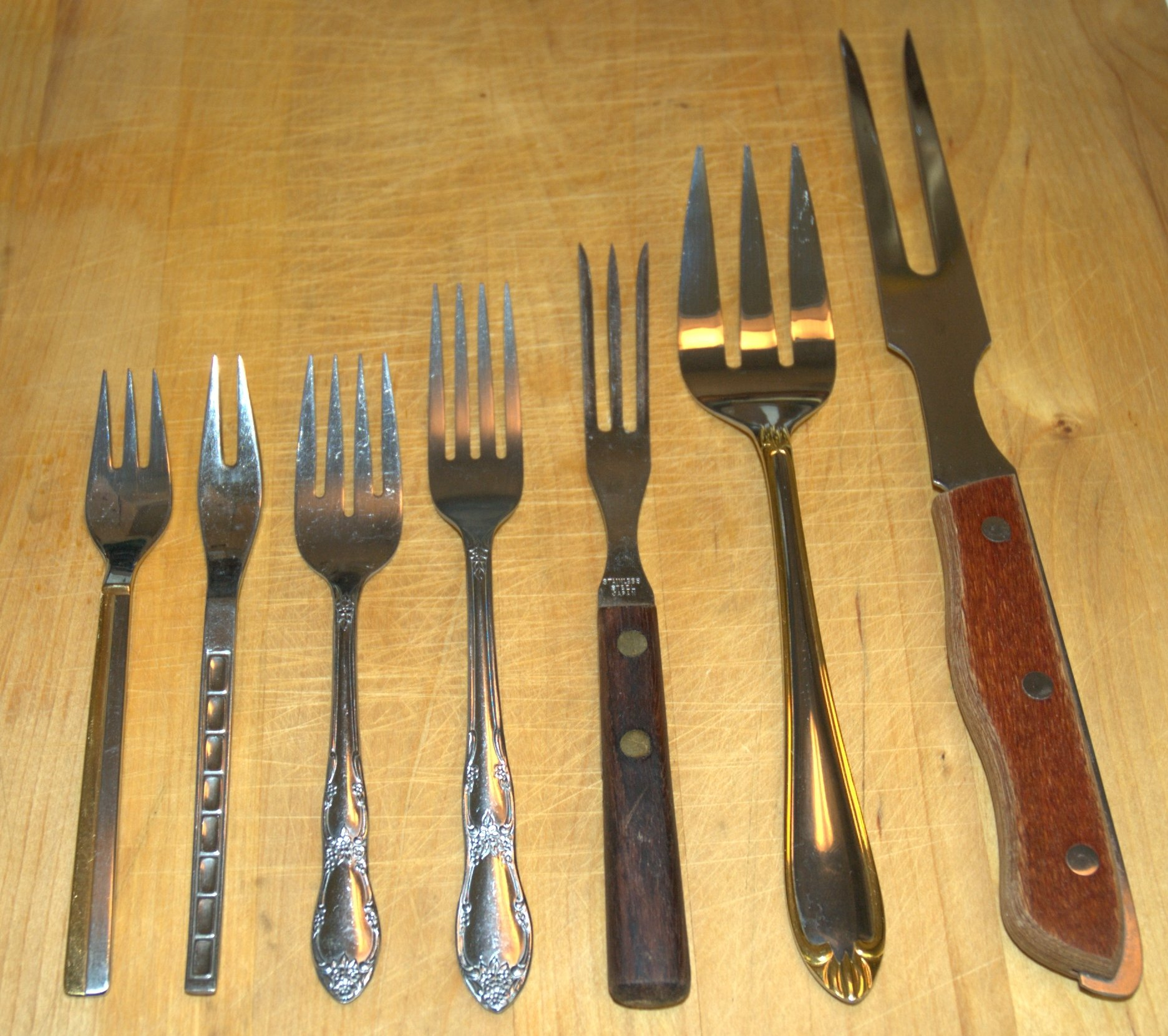
De izquierda a derecha: tenedor de postre, de despiezado, de ensalada, de cena, para untar, para servir y tenedor de trinchar.

Los tenedores existen en la cubertería desde hace poco, son por decirlo así los últimos cubiertos en introducirse en occidente (en oriente se emplea en su lugar los palillos), la versión más medieval del mismo es el trinchador. Los tenedores hacen su misión genérica de recoger alimentos sueltos y principalmente sólidos. Se distinguen por el número de "dientes" que suele ir desde dos hasta cinco, dependiendo de las funciones específicas que desempeñen. Las crónicas medievales muestran un tenedor de dos dientes (denominado trinchador), es empleado como herramienta de sujeción al cortar carnes, o exponerlas al fuego. Sírvase como curiosidad que en algunos restaurantes se enfría el tenedor para comer la ensalada.

#### Variantes
- Tenedor de mesa o carne. Generalmente con tres o cuatro pinchos o dientes. Suele ser empleado como tenedor de propósito general, al igual que el cuchillo de mesa y es por esta razón por la que es muy habitual en la mesa.
- Tenedor de pescado. Generalmente con tres dientes y suele ser más plano.
- Trinchador. Tenedor de dos pinchos empleado en el trinchado y corte de carnes.
- Tenedor de ostras. Es el más pequeño de todos los tenedores.
- Tenedor de postre. Es el segundo más pequeño de los tenedores, es un poco más grande y no tiene mucho filo.
- Tenedor de frutas. Es idéntico al de postre, pero es más liviano.
- Tenedor de verduras. No es muy grande, es delgado, y siempre tiene cuatro pinchos o dientes y son muy unidos.

## Disposición sobre la mesa

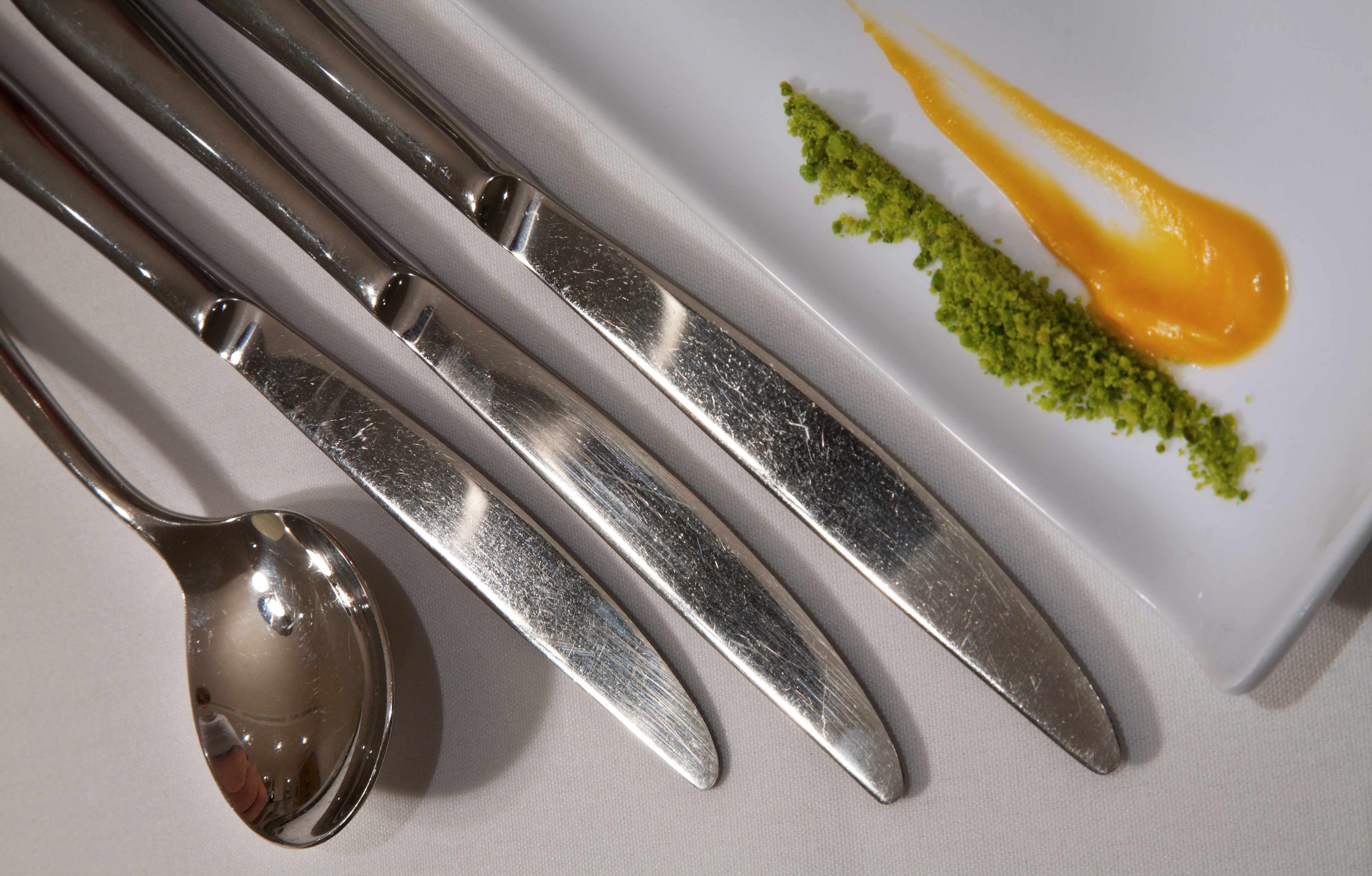
Cubiertos.

En la cocina occidental existen unas reglas más o menos precisas acerca de cómo se coloca la cubertería sobre la mesa. Las reglas son sencillas; la disposición hace referencia al comensal y tiene como centro el plato.

### Reglas generales
- Los cubiertos que se emplean primero se colocan siempre sobre la mesa en una posición lo más alejada del plato (regla: de afuera para dentro); por ejemplo. el cuchillo y la cuchara (que van juntos a la derecha del plato) se colocan de tal forma que la cuchara vaya por fuera, ya que se suele servir por regla general primero la sopa o los consomés.
- Todos los elementos de la cubertería adicionales, tales como pinzas para el marisco, pinchos para los caracoles, etc., se colocan siempre a la derecha del plato.
- Los cubiertos se colocan a ambos lados a una distancia de aproximadamente 3 o 4 cm del borde del plato.
- Cuando se hace un alto durante la comida, los cubiertos se colocan sobre el plato de forma que se crucen. Nunca se dejan sobre la mesa.
- Cuando se ha acabado la porción del plato, se colocan los cubiertos en paralelo sobre el plato con los mangos hacia el comensal y las puntas en el interior del plato. Con este gesto se indica al camarero o al encargado del servicio de mesa que ya se ha acabado y que puede retirar el plato (no hay que hacer ninguna señal al camarero; basta con la posición de la cubertería sobre el plato).
- Los comensales zurdos pueden invertir el orden aquí descrito (derecha → izquierda e izquierda → derecha)
- No se suelen poner más de tres cuchillos o tres tenedores. En caso de necesitarse se reponen durante el servicio de mesa.

### Reglas sobre el tenedor
- El tenedor se pone siempre a la izquierda, junto con la servilleta. [4]
- El tenedor se coloca con las puntas mirando hacia el centro de la mesa.
- Sin importar si el tenedor es de carne o pescado, irá siempre a la izquierda.
- Si se necesita poner tenedores de carne y de pescado simultáneamente se pondrá en el exterior el de pescado (suele servirse antes).

### Reglas sobre el cuchillo
- El cuchillo siempre se encuentra a la derecha del plato.
- El cuchillo se coloca con el filo hacia el plato.[4]
- El cuchillo siempre, en el caso de servirse sopa, junto a cuchara.

### Reglas sobre la cuchara
- La cuchara va siempre a la derecha del plato.
- Si hubiera cuchillo (que va igualmente a la derecha) la cuchara se pone en el exterior (debido a que se usa antes).
- La concavidad de la cuchara hacia arriba.
- La cuchara al finalizar la sopa:
  - Se deja sobre el plato inferior que hace soporte en el caso de consomés.
  - Se deja en el plato hondo en el caso de sopas.

### Cubiertos de postre
Por regla general se disponen llegado el momento del postre y tras la retirada de los cubiertos empleados. Se disponen de la misma forma que los cuchillos, los tenedores y las cucharas. En el caso de estar desde el principio sobre la mesa, se adopta una regla de compromiso y se colocan en la parte superior del plato, con el mango de la cucharita, o cuchillo, dirigido hacia la parte derecha y el del tenedor hacia la izquierda. En una cena protocolaria, con servicio, los cubiertos de postre se ponen en la mesa al mismo tiempo que se sirve este.

## Uso de la cubertería

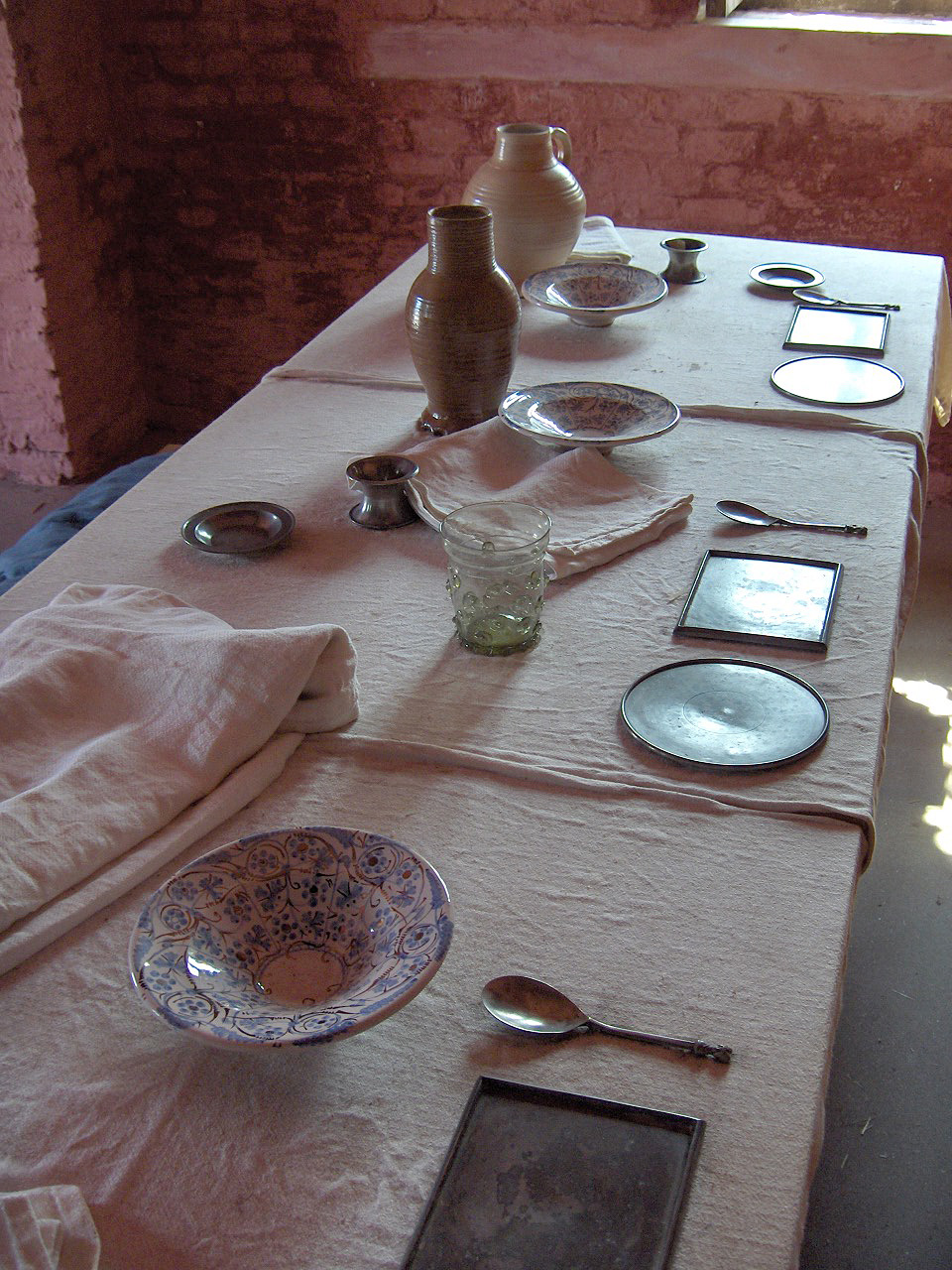
Disposición de una mesa medieval.

Sea como sea existen dos variantes de uso de la cubertería sobre la mesa: la europea y la americana. No obstante, existen ciertas reglas comunes, como que bajo ninguna circunstancia se puede llevar el cuchillo a la boca, o que no se dejan los cubiertos sobre la mesa una vez empleados.

### Estilo europeo
- El tenedor va siempre en la mano izquierda; no existe excepción ni siquiera para operaciones de intercambio en el uso.
- El tenedor se sostiene con los dientes hacia abajo.
- Se puede emplear como recogedor de alimentos en el plato.
- El cuchillo va siempre en la mano derecha; no existe excepción ni siquiera para operaciones de intercambio en el uso.
- El cuchillo se sostiene con el filo hacia abajo.
- La pala de pescado se emplea con las mismas reglas que el cuchillo.

### Estilo americano
El estilo americano, denominado a veces «método zigzag», se distingue solo del europeo en el empleo del cuchillo y del tenedor. Ambos cubiertos se emplean de forma muy similar; cuando hay que cortar se usa el tenedor en la mano izquierda y el cuchillo en la derecha, pero la diferencia estriba en el instante de ingerir el alimento en el que se intercambian de tal forma que se pasa el tenedor a la mano derecha. Mientras se come con el tenedor, el cuchillo descansa en el borde exterior del plato (nunca sobre la mesa).

## Uso social
El uso de la cubertería ha sido considerado desde antiguo como un lujo. En algunas ocasiones se expone como un ejemplo de estatus social. El uso de cuberterías labradas o de metales como la plata era un símbolo social. Hoy en día forma parte de algo más común y está más o menos al alcance de todo el mundo.
Las cuberterías se han considerado tradicionalmente en algunos países como parte de la dote de la novia, aunque hoy en día, debido a la comercialización del producto, forma parte casi obligada de toda lista de boda.

## Materiales

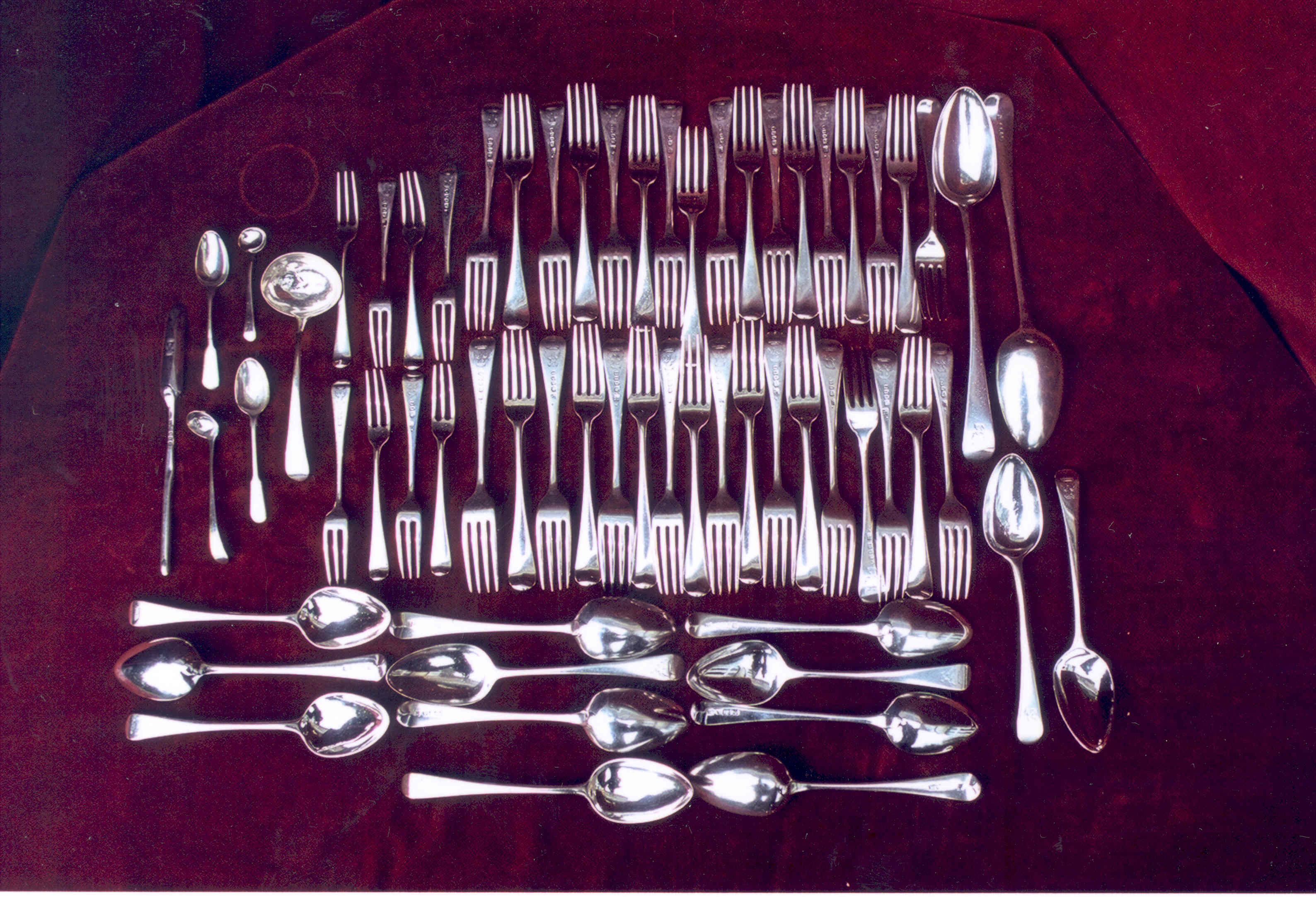
Un juego (conocido como canteen) de cubiertos de plata de la época georgiana inglesa, que incluye cucharones y cucharas para servir. El artículo delgado de la izquierda es una pala para comer médula ósea.

### Cubiertos de metal
La plata esterlina es el material tradicional con el que se fabrican los cubiertos de buena calidad. Históricamente, la plata tenía la ventaja sobre otros metales de ser menos reactiva químicamente. Las reacciones químicas entre ciertos alimentos y el metal de los cubiertos pueden provocar sabores desagradables. El oro es incluso menos reactivo que la plata, pero el uso de cubiertos de oro se limitaba a los excepcionalmente ricos, como los monarcas.
El acero siempre se utilizó para cuchillos más utilitarios, y el peltre se utilizó para algunos artículos más económicos, especialmente cucharas. A partir del siglo XIX, la alpaca galvanizada (EPNS) se utilizó como sustituto más económico de la plata esterlina.
En 1913, el metalúrgico británico Harry Brearley descubrió el acero inoxidable por casualidad, lo que llevó los cubiertos asequibles a las masas. Este metal se ha convertido en el predominante en la cubertería. Una alternativa es el la aleación denominada melchior, una aleación de níquel y cobre resistente a la corrosión, que a veces también puede contener manganeso y níquel-hierro. Otra aleación que se puede ser para este fin es el Cuproníquel.
El titanio también se ha utilizado para fabricar cubiertos por su menor conductividad térmica y ahorro de peso en comparación con el acero, con usos en acampadas.

### Cubiertos de plástico
Los cubiertos de plástico están hechos para uso desechable y se utilizan con frecuencia al aire libre para acampar, excursiones y barbacoas, por ejemplo. Los cubiertos de plástico también se utilizan comúnmente en establecimientos de comida rápida o para llevar y se proporcionan con las comidas de los aviones en clase económica. El plástico también se utiliza para los cubiertos de los niños. A menudo es más grueso y más duradero que los cubiertos de plástico desechables.

### Cubiertos de madera

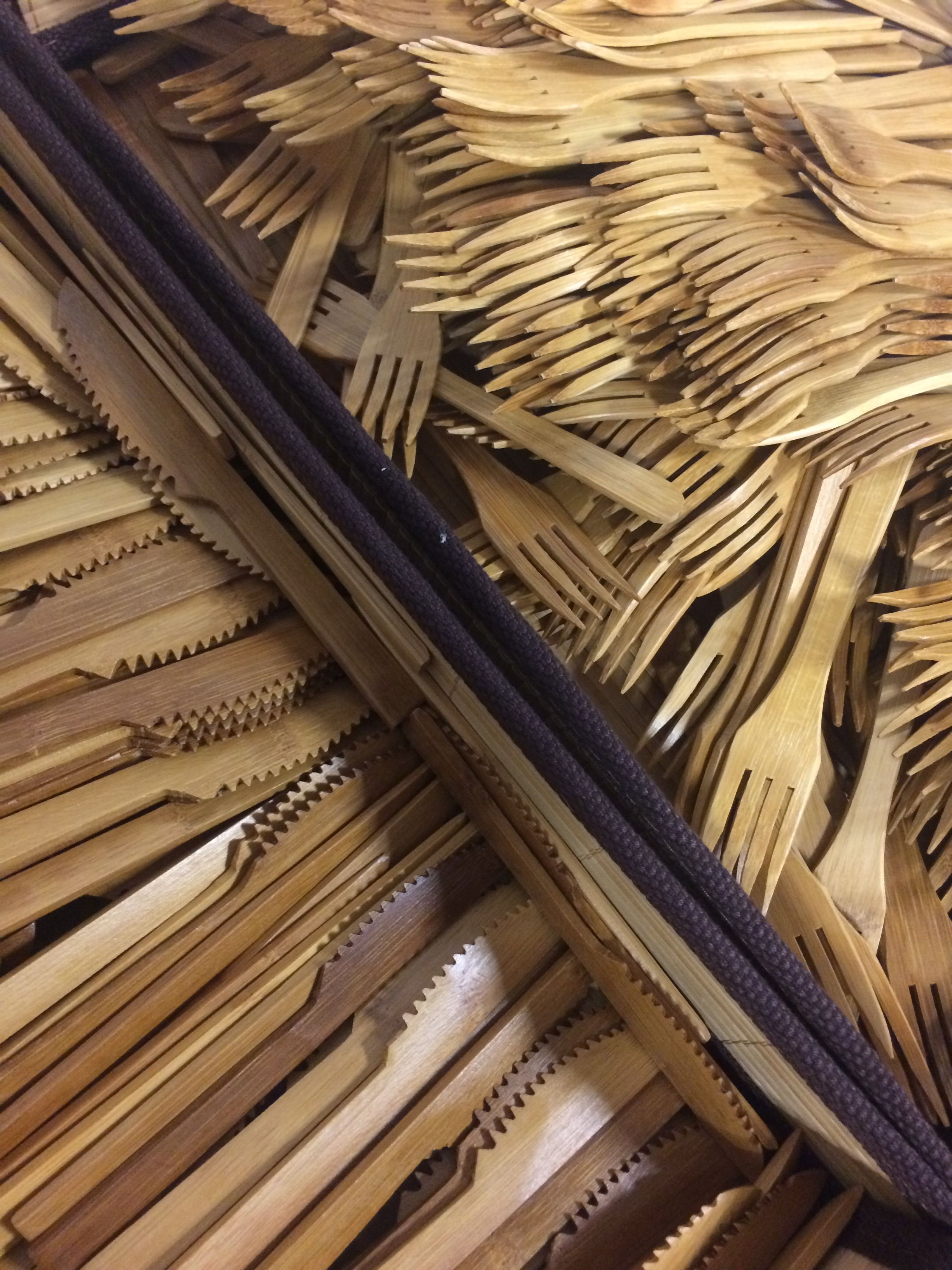
Cubiertos de bambú

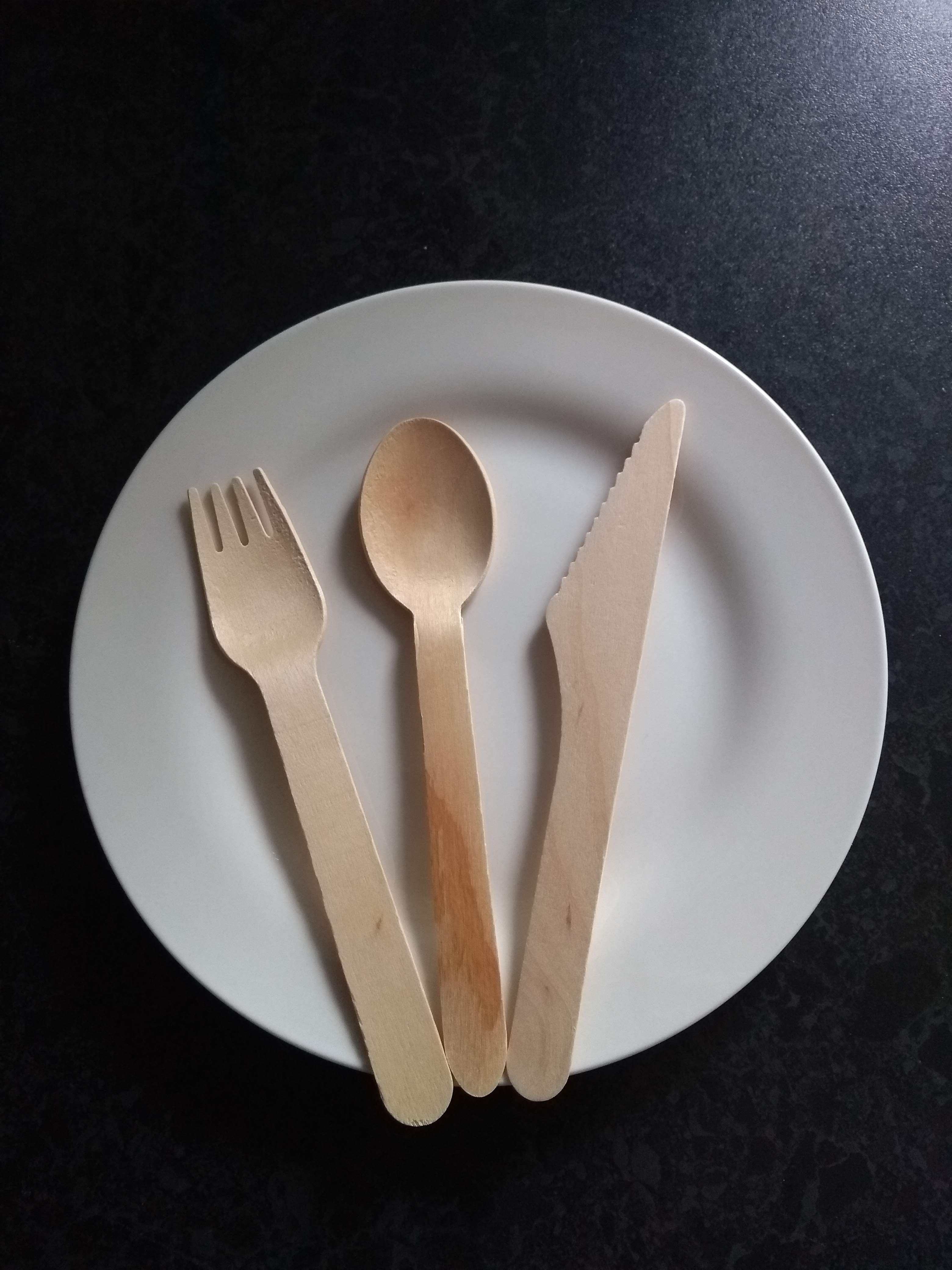
Cubiertos de madera.

Los cubiertos desechables de madera están disponibles como una alternativa biodegradable popular. El bambú (aunque no es una madera) y el arce son opciones populares.

### Cubiertos comestibles
Los cubiertos comestibles están hechos de granos secos. Estos se hacen principalmente con arroz, mijo o trigo. Como el cultivo del arroz necesita mucha agua, los fabricantes comercializan productos a base de mijo como más respetuosos con el medio ambiente. La masa se cuece en moldes que la endurecen. Algunos fabricantes ofrecen una opción de cubiertos con sabores. Los cubiertos comestibles se descomponen en aproximadamente una semana si se desechan.